# هنريك رودل
هنريك رودل (بالألمانية: Henrik Rödl) مواليد 4 مارس 1969 في أوفنباخ أم ماين، هسن، ألمانيا، هو مدرب كرة سلة ألماني ولاعب سابق. بدأ مسيرته الاحترافية في سنة 1993. يبلغ طوله 6 قدم 7 بوصة (2.0 م). مثّل منتخب بلاده. شارك في دورة الألعاب الأولمبية الصيفية سنة 1992. حقق المركز الأول في بطولة أمم أوروبا لكرة السلة 1993. اعتزل اللعب في 2004.

## الميداليات
| الميدالية | المسابقة                         |
| --------- | -------------------------------- |
| برونزية   | بطولة كأس العالم لكرة السلة 2002 |
| ذهبية     | بطولة أمم أوروبا لكرة السلة 1993 |
| فضية      | الألعاب الجامعية الصيفية 2015    |

## روابط خارجية
- هنريك رودل على موقع الاتحاد الدولي لكرة السلة (الإنجليزية)
- هنريك رودل على موقع الدوري الأوروبي لكرة السلة (الإنجليزية)
- هنريك رودل على موقع كرة السلة الأوروبية.كوم (الإنجليزية)
- هنريك رودل على موقع كلية كرة السلة في سبورتس رفرنس.كوم (الإنجليزية)
- هنريك رودل على موقع ريلجم (الإنجليزية)
- هنريك رودل على موقع بروبوليرز (الإنجليزية)
- هنريك رودل على موقع سبورتس رفرنس (الإنجليزية)
- هنريك رودل على موقع أوليمبيديا (الإنجليزية)